# 7-es villamos (Szczecin)
A szczecini 7-es jelzésű villamos a Krzekowo – Plac Kościuszki – Turkusowa útvonalon közlekedik. A 14,1 km hosszú vonalon 1905-ben indult meg a közlekedés. A vonalat a Tramwaje Szczecińskie közlekedteti a Zarząd Dróg i Transportu Miejskiego megrendelésére.

## Útvonala
| Turkusowa felé | Krzekowo felé |
| --- | --- |
| Krzekowo - Żołnierska – Mickiewicza – Bohaterów Warszawy – Krzywoustego – Plac Zwycięstwa – Wyszyńskiego – Energetyków – Gdańska – Eskadrowa – Hangarowa – Jaśminowa - Turkusowa | Turkusowa - Jaśminowa - Hangarowa - Eskadrowa - Basen Górniczy - Gdańska - Energetyków - Wyszyńskiego - Plac Zwycięstwa - Krzywoustego - Bohaterów Warszawy - Mickiewicza - Żołnierska - Krzekowo |

## Megállóhelyek és átszállási lehetőségek
| 7 (Krzekowo – Turkusowa) |                            |                        |
| Megállóhely              | Település                  | Átszállási kapcsolatok |
| Krzekowo                 | Pogodno                    | ,                      |
| Żołnierska               | Pogodno                    | ,                      |
| Wernyhory                | Pogodno                    | ,                      |
| Brzozowskiego            | Pogodno                    | ,                      |
| Konopnickiej             | Pogodno                    | ,                      |
| Poniatowskiego           | Pogodno                    | ,                      |
| Karłowicza               | Pogodno                    | ,                      |
| Wawrzyniaka              | Turzyn                     | ,                      |
| Bohaterów Warszawy       | Turzyn                     | ,                      |
| Piastów                  | Turzyn, Śródmieście-Zachód | ,                      |
| Plac Kościuszki          | Turzyn, Śródmieście-Zachód | ,                      |
| Brama Portowa            | Stare Miasto               | ,                      |
| Wyszyńskiego             | Stare Miasto               | ,                      |
| Energetyków              | Międzyodrze-Wyspa Pucka    | ,                      |
| Port Centralny nż        | Międzyodrze-Wyspa Pucka    | ,                      |
| Parnica nż               | Międzyodrze-Wyspa Pucka    | ,                      |
| Merkatora nż             | Międzyodrze-Wyspa Pucka    | ,                      |
| Basen Górniczy           | Międzyodrze-Wyspa Pucka    | ,                      |
| Hangarowa nż             | Dąbie                      | ,                      |
| Jaśminowa ZUS            | Zdroje                     | ,                      |
| Turkusowa                | Zdroje                     | ,                      |

## Járművek
A viszonylaton alacsony padlós PESA 120Na és Moderus Beta, valamint magas padlós Tatra KT4DtM villamosok közlekednek.
| Kép | Típus               | Gyártó     | Gyártásban  |
| --- | ------------------- | ---------- | ----------- |
|     | Tatra KT4DtM        | ČKD        | 1974 – 1997 |
|     | Pesa Swing          | Pesa       | 2010 – 2012 |
|     | Moderus Beta MF15AC | Modertrans | 2014-ben    |